# دون أشبي
دون أشبي هو لاعب هوكي الجليد كندي، ولد في 8 مارس 1955 في كاملوبس في كندا، وتوفي في 30 مايو 1981 في كيلونا في كندا.

## وصلات خارجية
- دون أشبي على موقع دوري الهوكي الوطني (الإنجليزية)
- دون أشبي على موقع قاعة مشاهير الهوكي (لاعب أن.إتش.أل) (الإنجليزية)
- دون أشبي على موقع EliteProspects.com (الإنجليزية)
- دون أشبي على موقع HockeyDB.com (الإنجليزية)
- دون أشبي على موقع Hockey-Reference.com (الإنجليزية)